# Darek Vostřel
Darek Vostřel (9. ledna 1929 Praha – 4. listopadu 1992 Praha) byl český herec, zpěvák, scenárista, divadelní organizátor a manažer, bývalý ředitel Divadla Rokoko.

## Osobní život
Jeho otec Alois byl před druhou světovou válkou ředitelem a provozním v divadle Akropolis na Žižkově, později pracoval v tabákovém průmyslu. Matka pocházela z bývalé Jugoslávie.
Vostřelovo vlastní křestní jméno bylo Božidar.
Za svůj život byl čtyřikrát ženatý, první svatba s Janou Bláhovou (v době svého angažmá v Jihlavě), druhá svatba s Jarkou Panýrkovou, se kterou se seznámil v Rokoku, kde hostovala (narodila se jim dcera Kateřina), třetí svatba v Liberci v roce 1968 s manekýnkou Melánií Lepší, poslední čtvrtá svatba se zdravotní sestrou Jiřinou Váňovou (narodila se jim dcera Darina).

## Umělecká činnost
V roce 1952 ukončil Divadelní fakultu Akademie múzických umění v Praze.
V začátcích umělecké činnosti Vostřel používal pseudonym Kristán Bambas. Po škole byl angažován v Jihlavě, během základní vojenské služby působil ve vojenském uměleckém souboru letectva Vítězná křídla. Zde se poprvé na pódiu sešel v roce 1955 s Jiřím Šaškem a vytvořili dvojici VOŠA. Po zrušení vojenského hereckého souboru se její členové stali základem Pražského estrádního souboru – PES u Ministerstva kultury.
V roce 1957 objevil soubor PES v centru Prahy nevyužívaný divadelní sál bývalého Kabaretu Rokoko (kde před válkou účinkovali např. Vlasta Burian, Ferenc Futurista, Jára Kohout, Karel Hašler a kde začínal jako nápověda Jindřich Plachta). Vostřelův soubor tento sál opravil a zprovoznil, aby zde dne 1. února 1958 zahájil svou činnost pod názvem Divadlo Rokoko. Vostřel byl v divadle ředitelem, hrál a také režíroval (např. v roce 1961 hru Poslední cyklista Karla Švenka, napsanou v Terezíně v roce 1944).
Vostřel však účinkoval i mimo divadlo. V letech 1967–1968 tvořila Československá televize komediální seriál s prvky muzikálu Píseň pro Rudolfa III., kde si Vostřel zahrál hlavní roli vedoucího řeznictví Rudolfa Vandase. V roce 1968 ztvárnil zrádného rádce Y v pohádkovém filmovém muzikálu Šíleně smutná princezna. V letech 1970–1972 pak byl Vostřel konferenciérem televizní estrády Kabaret U zvonečku.
To se však již blížil konec jeho veřejného vystupování v důsledku probíhající normalizace: v roce 1972 byl rozpuštěn soubor divadla Rokoko a jednotliví umělci byli perzekvováni[zdroj?], zrušen byl i zmíněný televizní kabaret. Až později dostali Vostřel se Šaškem příležitost jako estrádní komická dvojice v programech pořádaných agenturou Pražského kulturního střediska, avšak i zde byla další omezení. Psal pak nadále scénáře pod jmény svých četných přátel a jejich jménem přispíval např. i do rozhlasového pořadu Kolotoč.
V roce 1989 se dvojice VOŠA rozpadla a nemocný Vostřel odmítl obnovení svého Divadla Rokoko. Naposledy vystoupili společně Šašek s Vostřelem při zájezdu pro krajany ve Švýcarsku v roce 1991.

## Filmografie, výběr

### Film
- 1959 Když komedie byla králem (zde pouze mluví jako voiceover)
- 1961 Florián
- 1961 Procesí k panence
- 1964 Kdyby tisíc klarinetů
- 1968 Šíleně smutná princezna
- 1968 Červená kůlna
- 1980 Když se prořezávají zoubky (studentský, krátkometrážní)

### Televize
- 1960 Robot Emil (TV seriál)
- 1962 Klíč (krátkometrážní)
- 1965 Vysílá studio „A“ (TV seriál)
- 1966 Revue v mlze (hudební)
- 1967 Klapzubova jedenáctka (TV seriál)
- 1967 Píseň pro Rudolfa III. (TV seriál)
- 1970 Rozvod (hudební)